# 西日本セイムス
株式会社西日本セイムス（にしにほんセイムス）は、日本の製薬会社・富士薬品のグループ企業。四国と中国地方に店舗を展開する。本社は愛媛県宇和島市、本部は高知県高知市にある。

## 概要
前身企業は以下の3社である。主な経歴は以下の通り。
笹岡薬局株式会社
- 本社は愛媛県宇和島市で、現在の本社となっている。宇和島市を中心に愛媛県南部で「ドラッグササオカ」を展開していた。2005年3月1日に中四国セイムス株式会社と経営統合。店舗名は「ドラッグササオカ」だが、新店は「ドラッグセイムス」となった。

ドラッグライオン
- 本社は高知県高知市で、高知県、徳島県、岡山県に「ドラッグライオン」を展開していた。以前は「トップス」と名乗る店舗もあった。2004年1月に岡山県の店舗を富士薬品に譲渡。2005年3月1日に、笹岡薬局と事業統合し、中四国セイムスとした。現在の店名は「ドラッグセイムス」で親会社と同じものを利用している。

株式会社ドラッグストアコスモ二十一
- 本社は鹿児島県霧島市。1992年創業し、「ドラッグコスモ21」を鹿児島県東部～熊本県南部にかけて展開していた。後に、富士薬品の子会社となり、2010年4月より中四国セイムスと合併。この際、中四国セイムスは西日本セイムスに社名変更した。店舗名は「スーパードラッグコスモ21」と「ドラッグセイムス」。

統合後もこの店舗展開に則り、主なエリアを高知エリア、徳島エリア、岡山エリア、ササオカエリア（愛媛県）、九州エリアとしており、それら一帯を統括している。2014年に九州地区23店舗を同じ富士薬品グループのくすりの鶴美堂（現;九州セイムス）に分割譲渡した。

## 沿革
- 1951年4月 - 愛媛県宇和島市に「笹岡薬局株式会社」設立。
- 2003年10月 - 富士薬品ドラッグストアグループに参入。
- 2005年3月 - 富士薬品の中四国事業部を吸収合併し、「株式会社中四国セイムス」に商号変更。
- 2006年7月 - 愛媛県宇和島市和霊町に本社移転。
- 2009年4月 - 徳島県初出店となるドラッグセイムス阿波店オープン。
- 2010年4月 - ドラッグストアコスモ二十一を吸収合併し、「株式会社西日本セイムス」に商号変更。
- 2014年6月 - 九州地区23店舗を富士薬品グループのくすりの鶴美堂（現：九州セイムス）に分割譲渡。
- 2016年4月 - 広島県初出店となるサファ福山店オープン。